# Fejervarya syhadrensis
Fejervarya syhadrensis är en groddjursart som först beskrevs av Annandale 1919.  Fejervarya syhadrensis ingår i släktet Fejervarya och familjen Dicroglossidae. IUCN kategoriserar arten globalt som livskraftig. Inga underarter finns listade i Catalogue of Life.